# Аревало
Аревало (ісп. Arévalo) — муніципалітет в Іспанії, у складі автономної спільноти Кастилія-і-Леон, у провінції Авіла. Населення — 8114 осіб (2010).
Муніципалітет розташований на відстані близько 110 км на північний захід від Мадрида, 44 км на північ від Авіли.

## Демографія
Динаміка населення (INE ):

## Галерея зображень

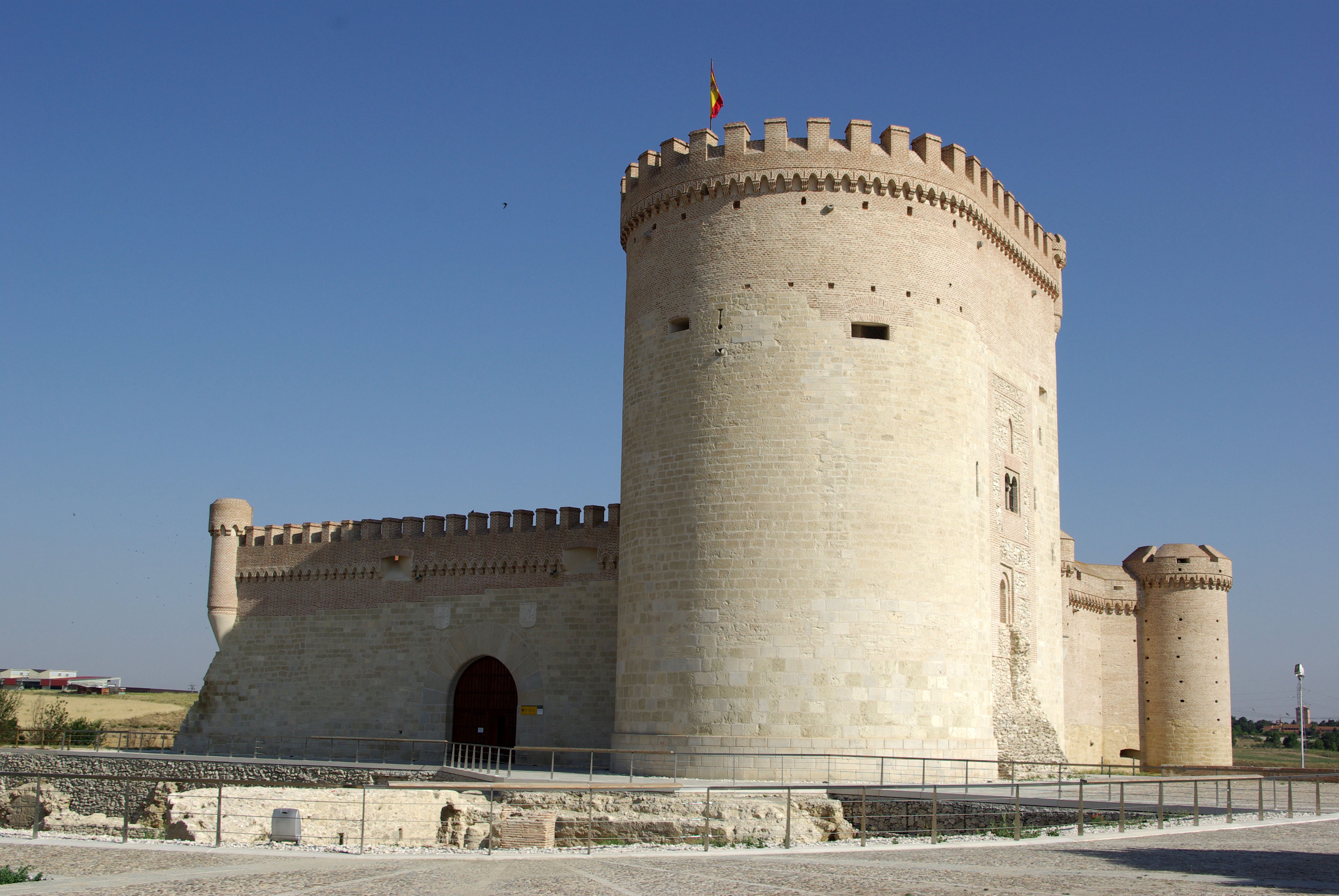
Замок Аревало
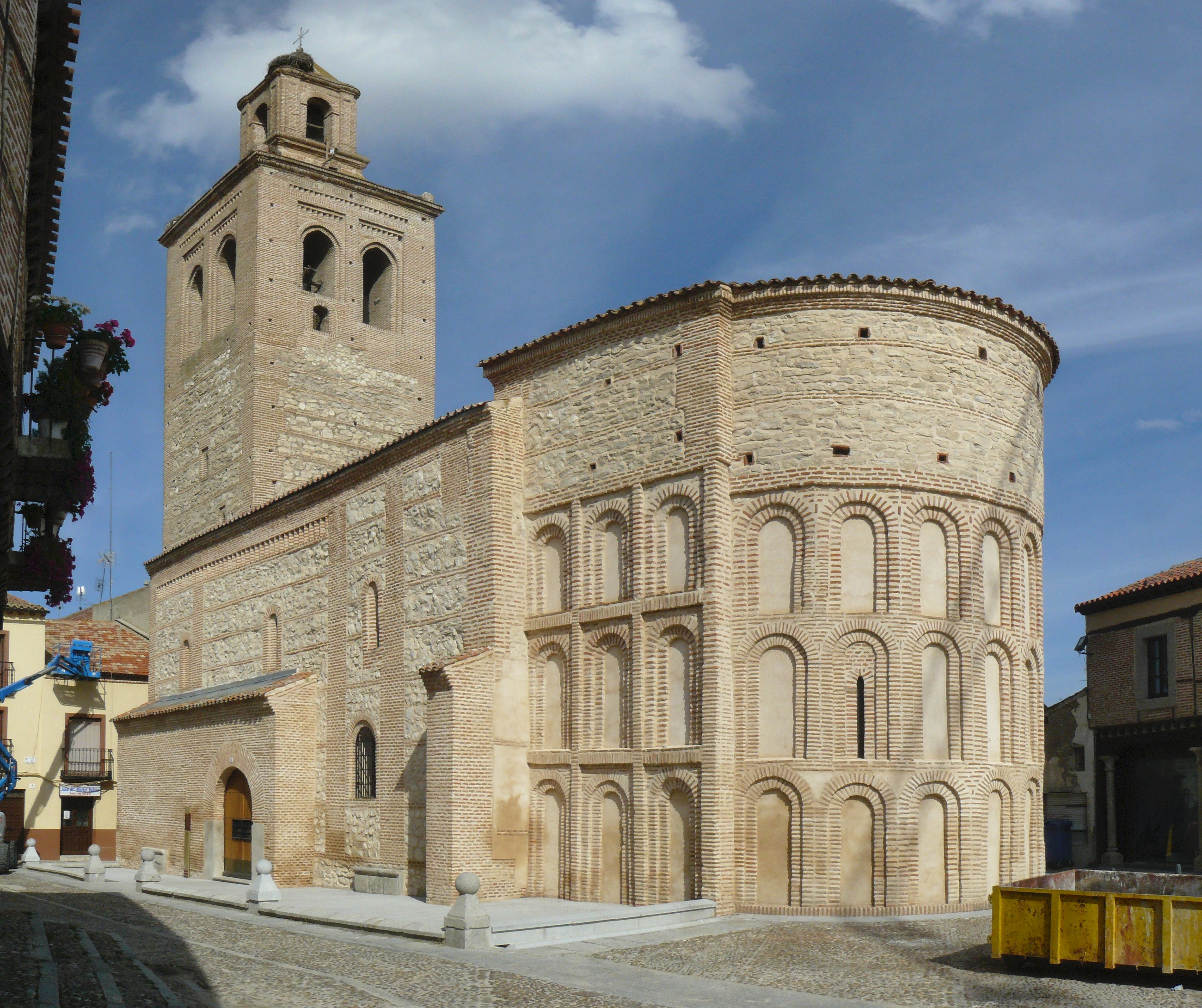
Церква Санта-Марія-ла-Майор
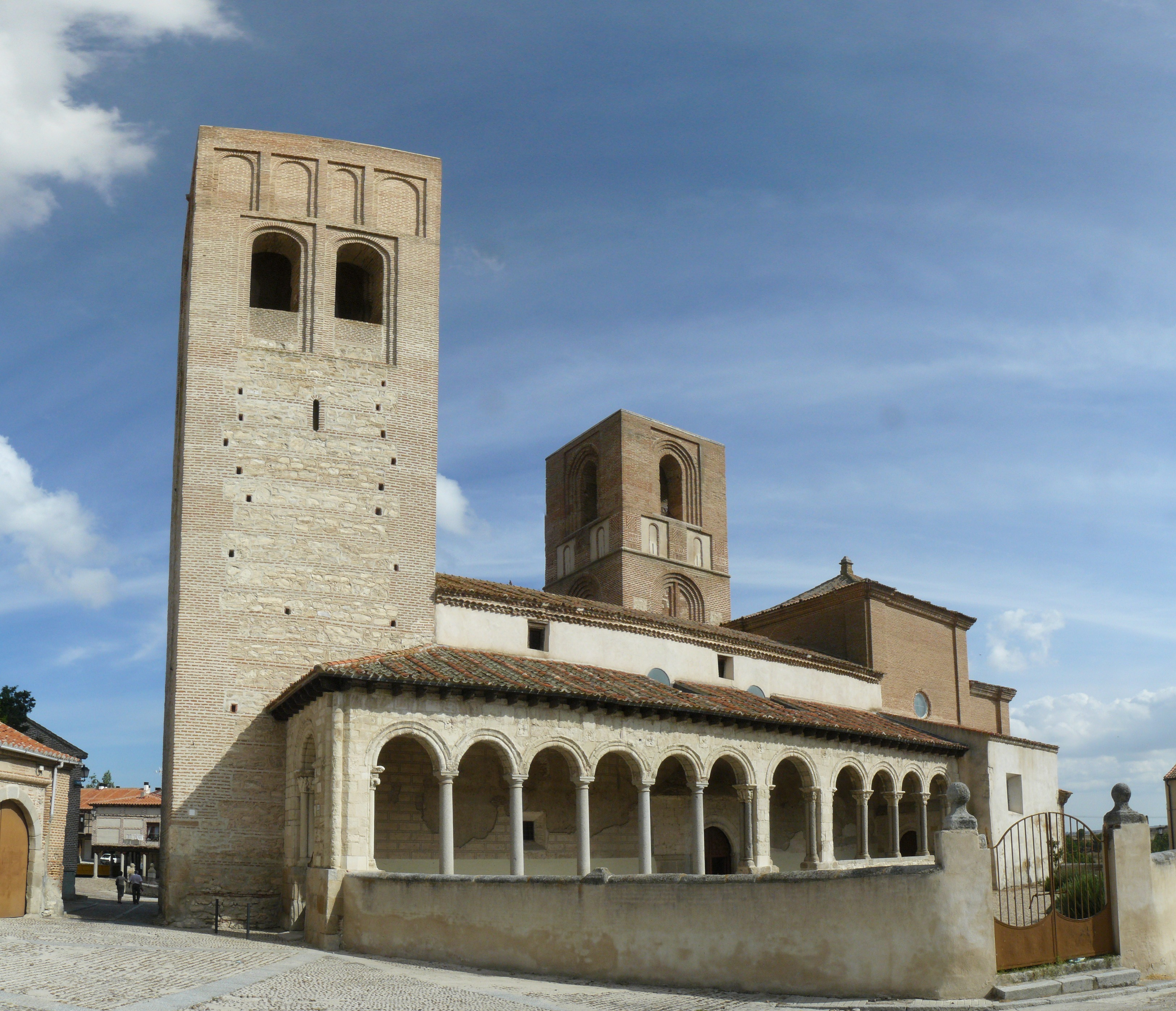
Церква Сан-Мартін
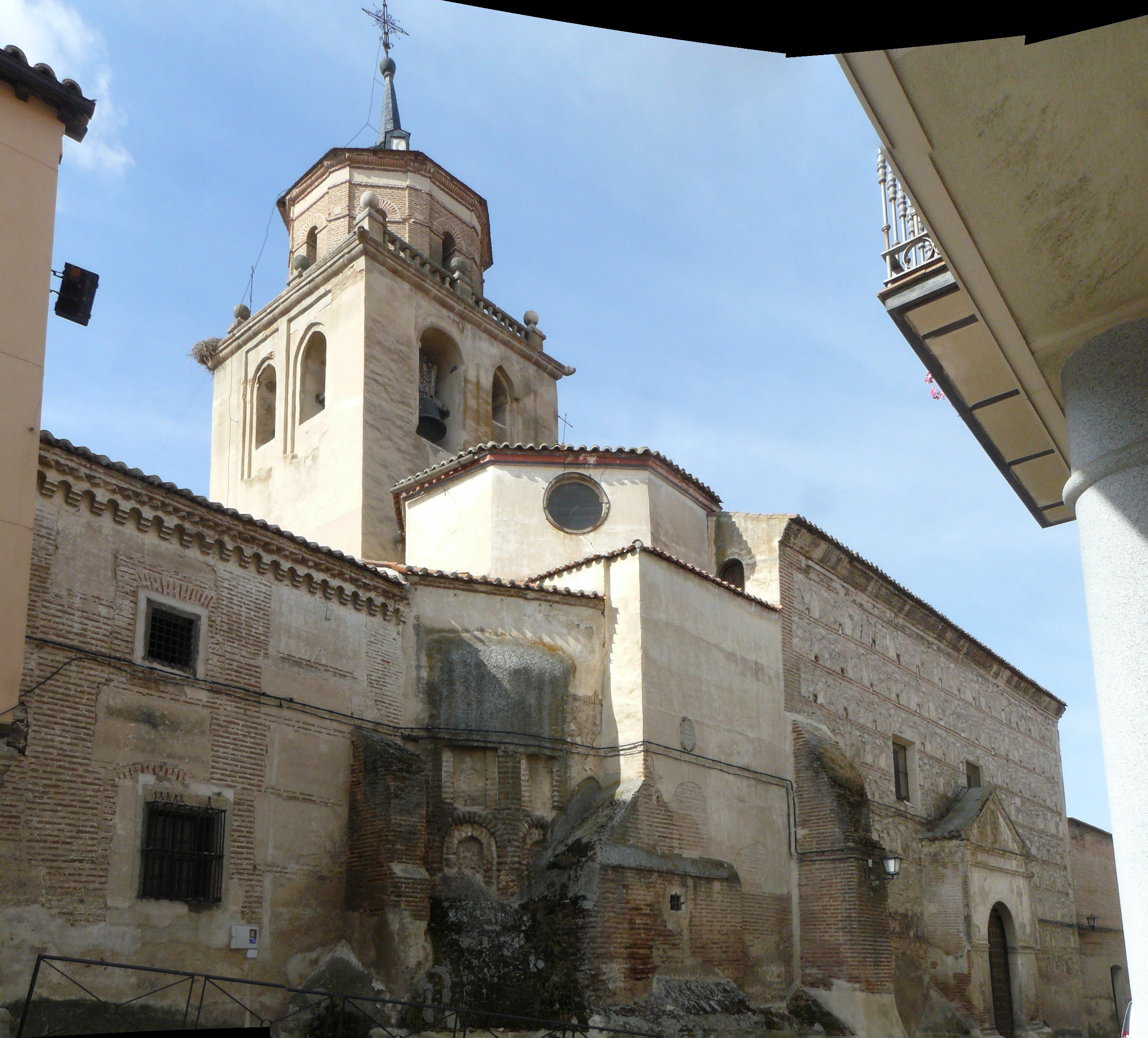
Церква Сан-Хуан-Баутіста
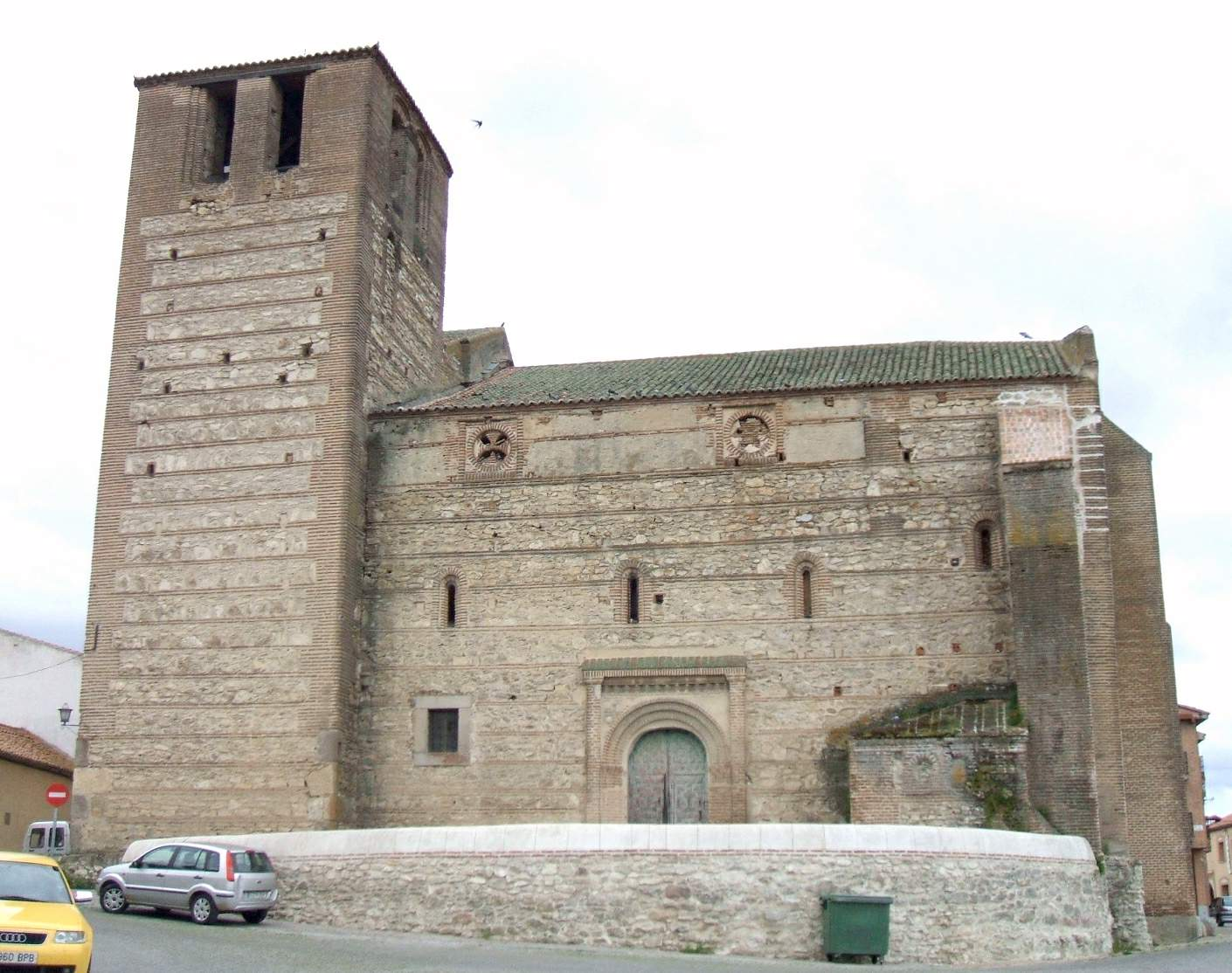
Церква Сан-Мігель

## Примітки

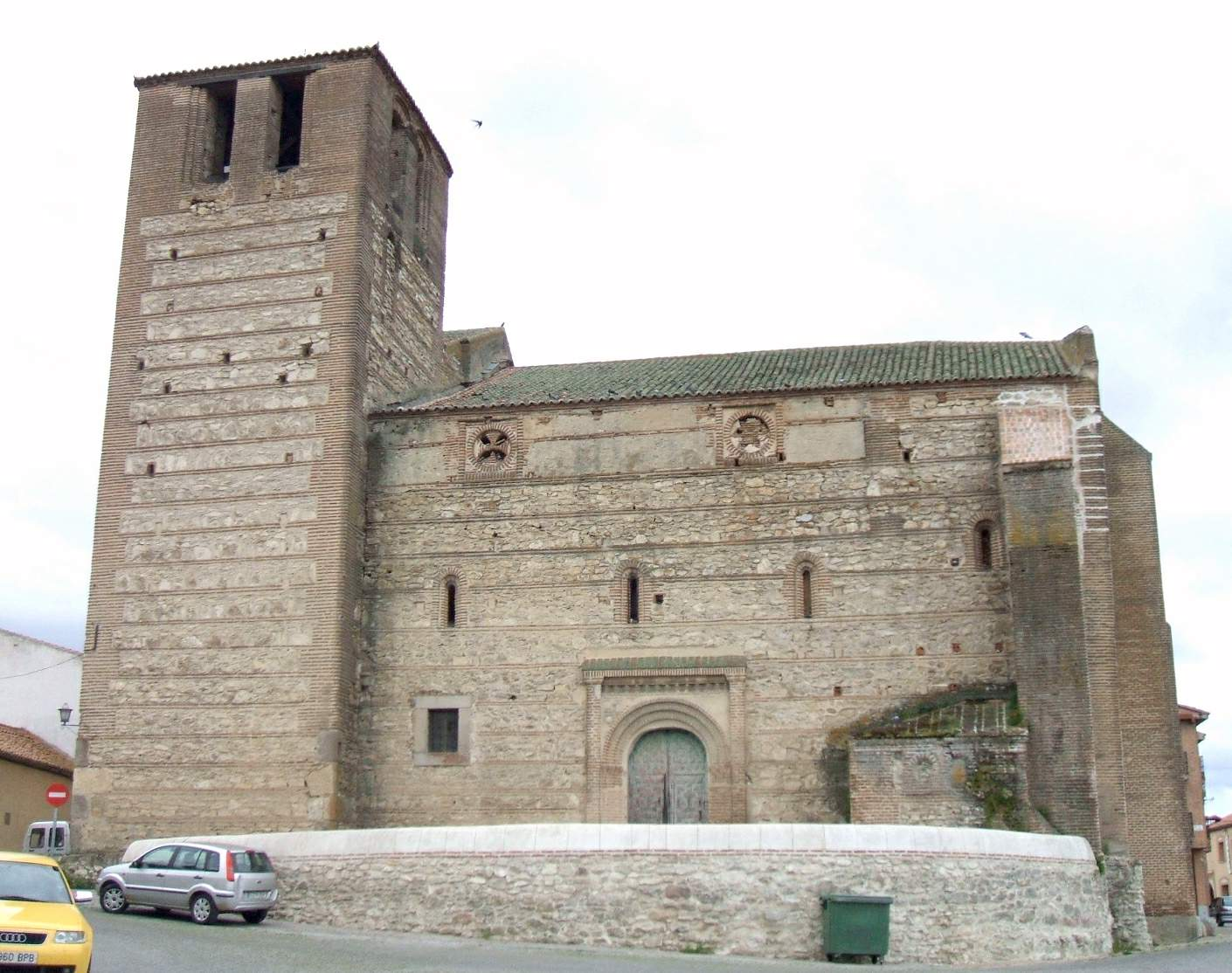
Iglesia de San Miguel

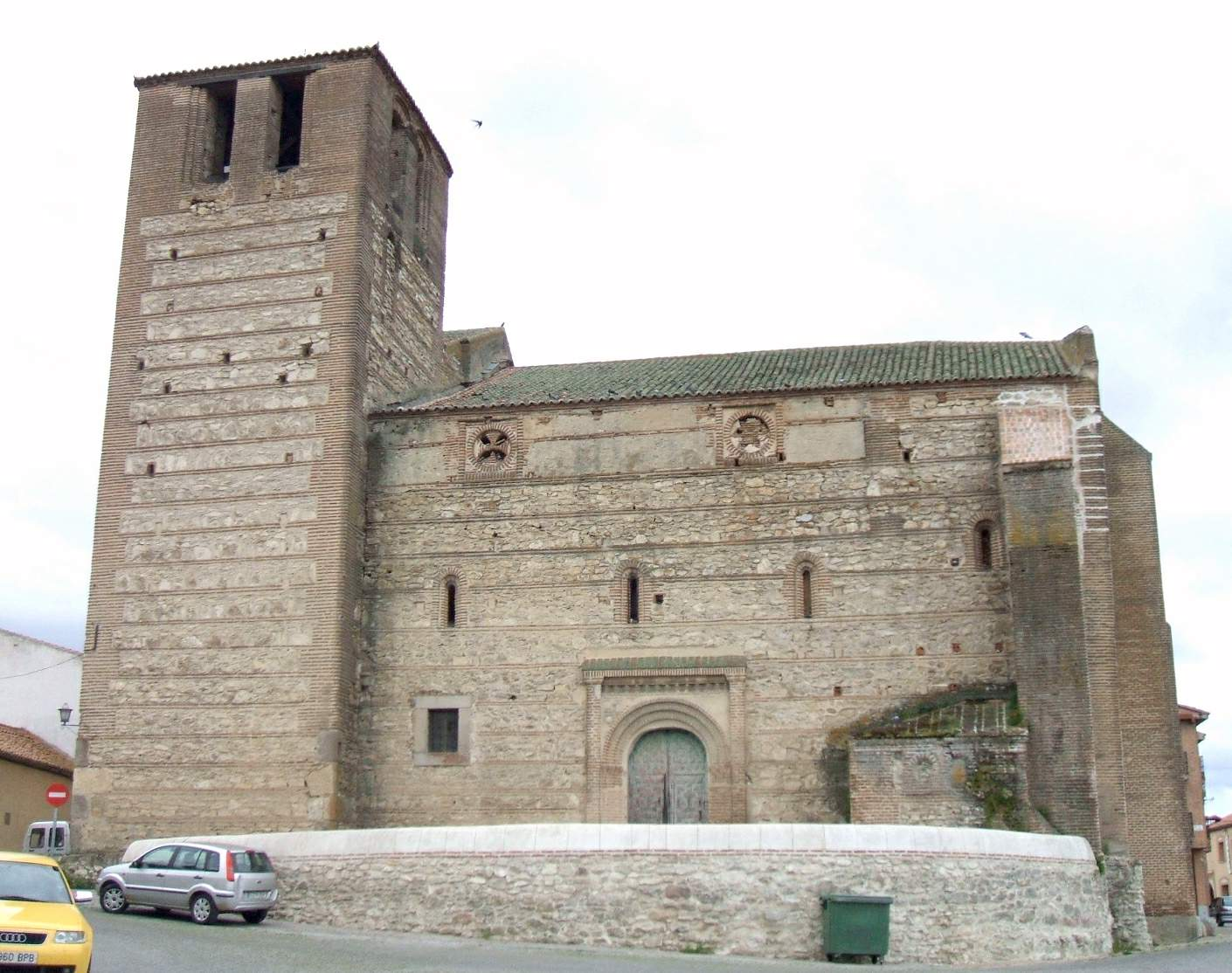
Iglesia de San Miguel

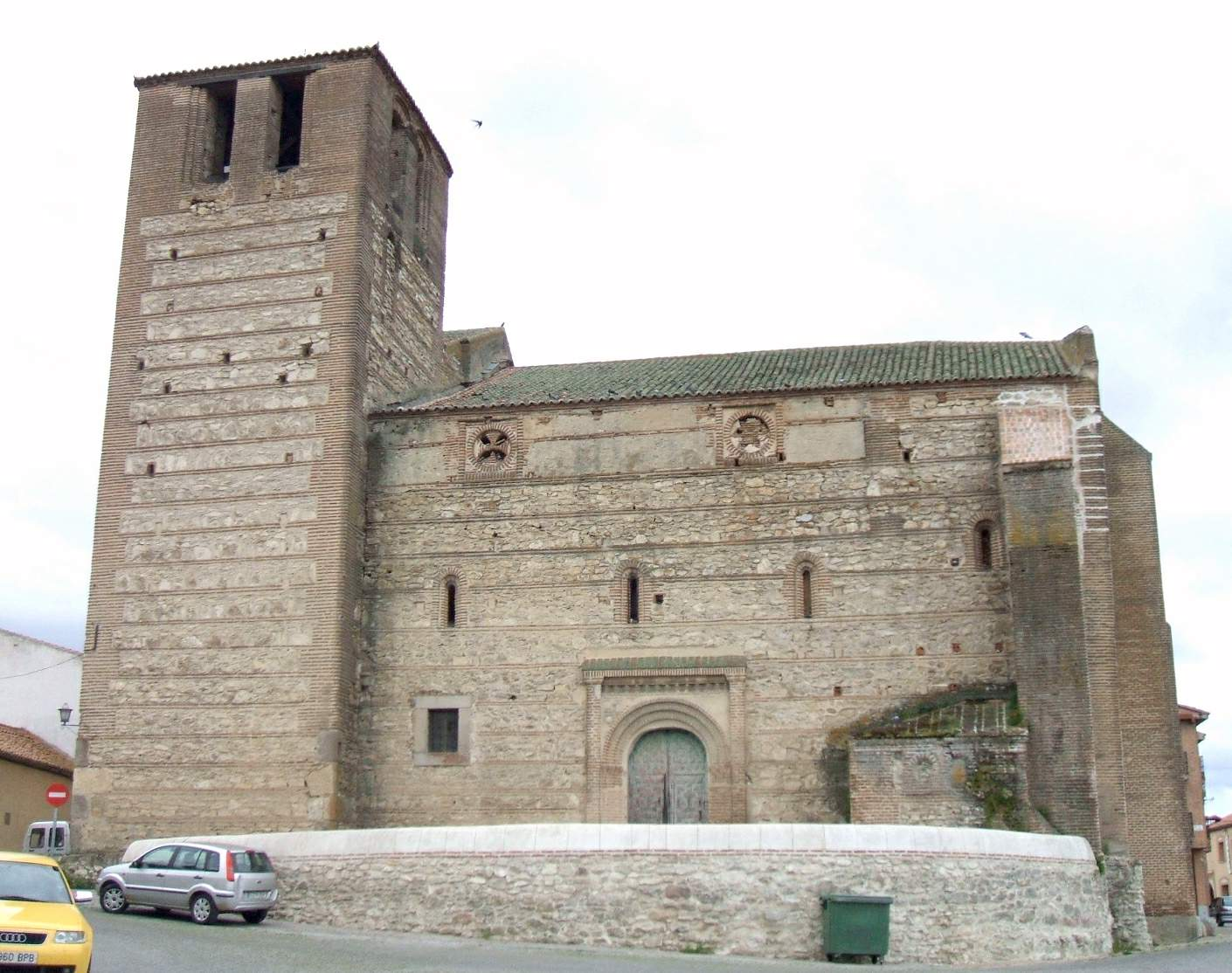
Iglesia de San Miguel

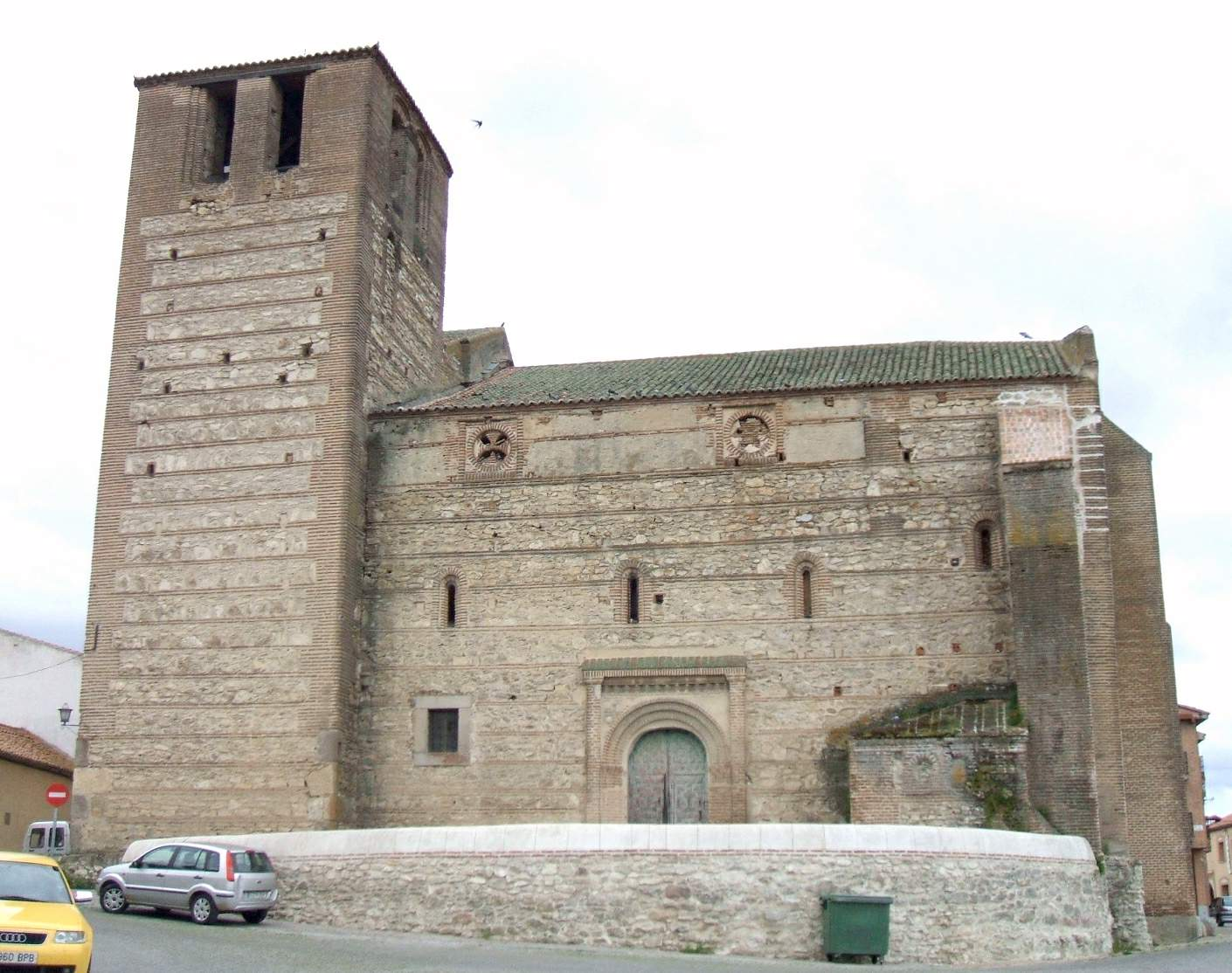
Iglesia de San Miguel

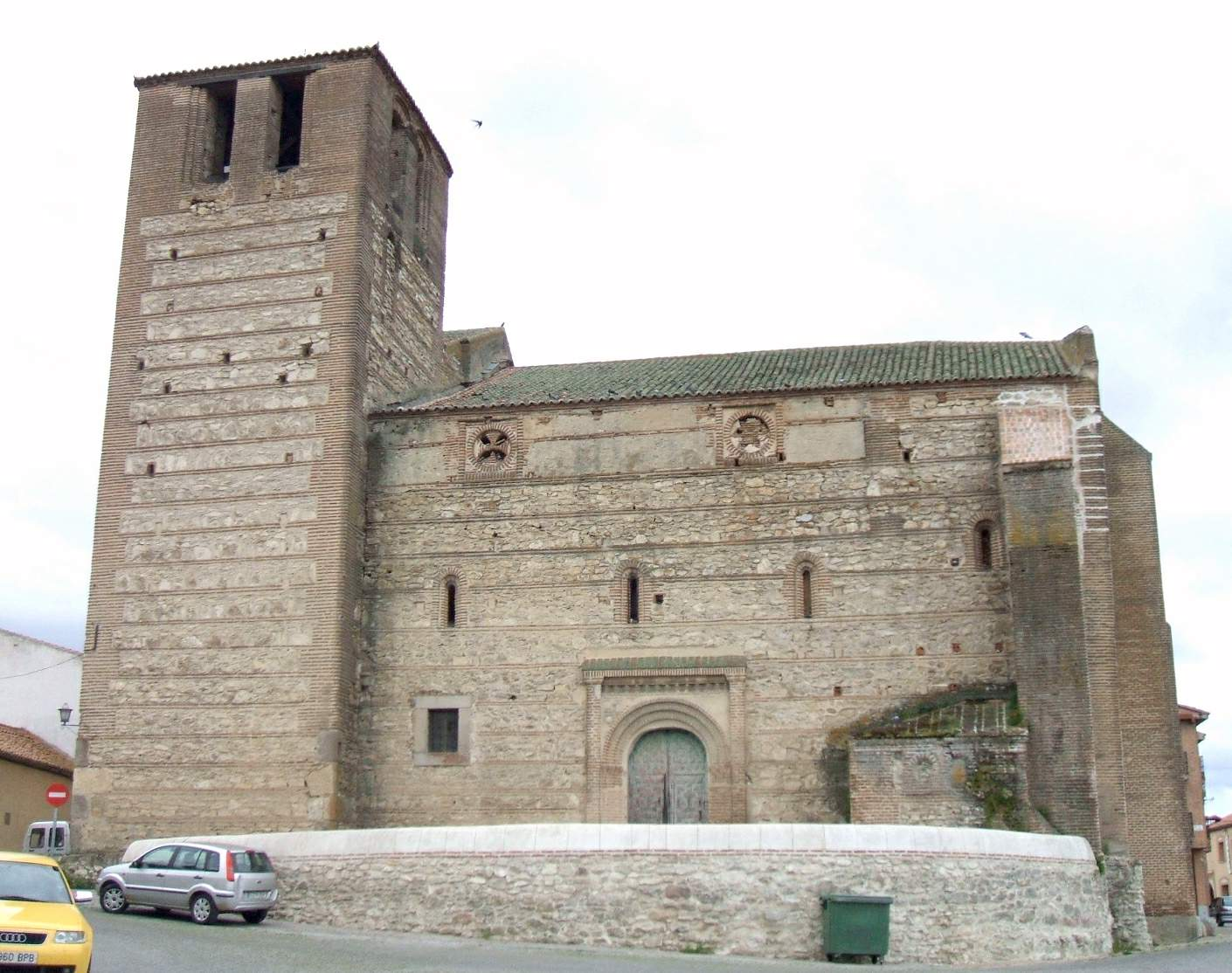
Iglesia de San Miguel

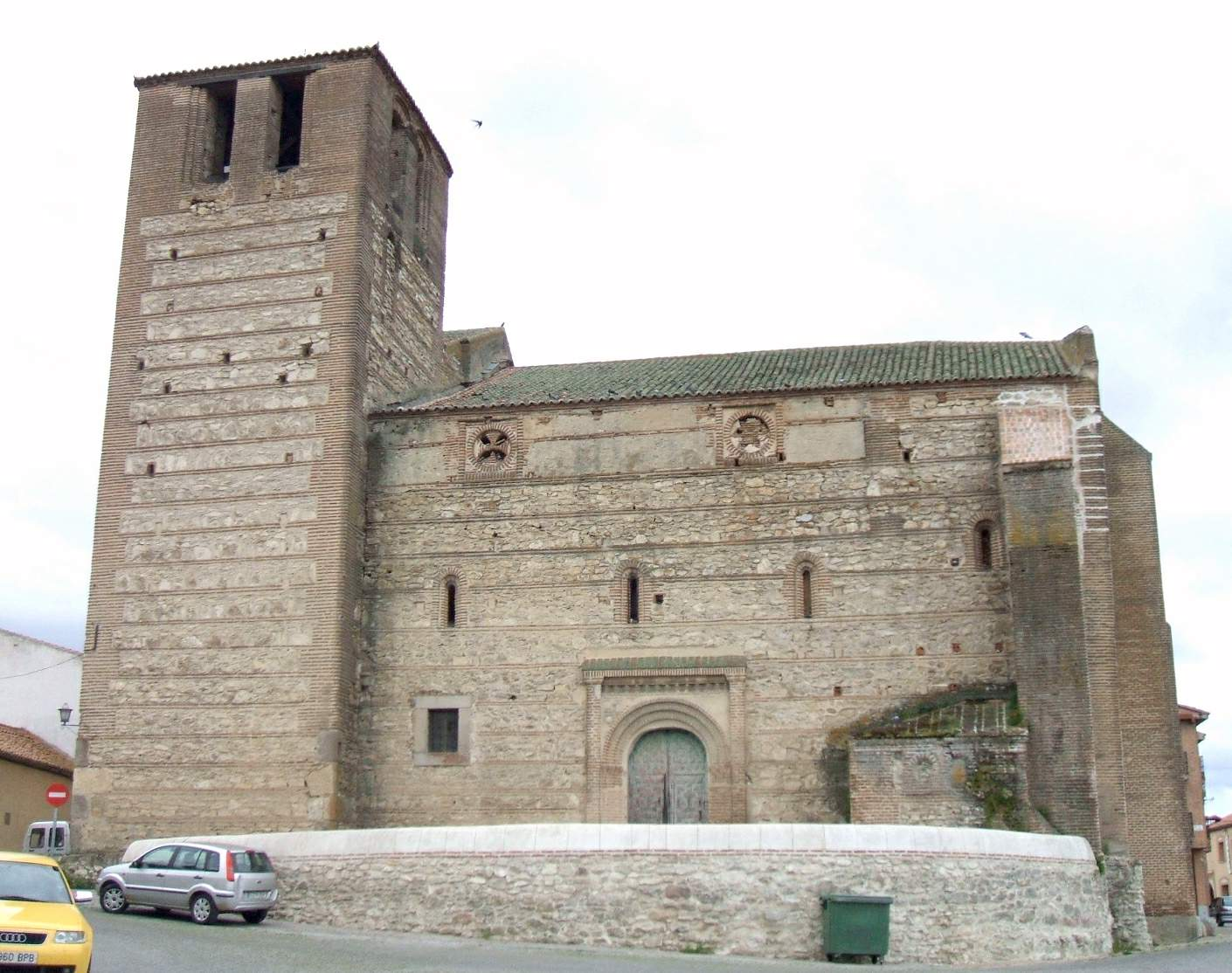
Iglesia de San Miguel